# アニウッド大通り アニメーション映画監督一家物語
『アニウッド大通り アニメーション映画監督一家物語』（アニウッドおおどおり アニメーションえいがかんとくいっかものがたり）は、漫画家である記伊孝が投稿サイトに発表しているWEBマンガ。
タイトルの「大通り」部分には「ブルーバード」とルビが振ってある。「アニメーション映画監督一家物語」はサブタイトル。現在連載継続中。
kindleでの電子書籍版の個人出版を経て、星海社よりコミックスが発売されている。既刊3巻。

## 概要
主な内容は1980年代の日本の団地を舞台に、アニメーション監督を父に持つ少年と家族の物語。
主人公の少年（真駒 樹貴）自身がマンガを描いている設定。
当時のアニメやマンガ事情を彷彿とさせるシーンも多数有り、さりげない文房具や小物にも懐かしさが感じられるように描写されている。
脇を固める各キャラクターの個性付がハッキリしており、主人公の子供ながらの心情の変容や、友人たちとの交流の中で生じる心の葛藤なども効果的に描かれている。

## 登場人物
真駒 樹貴（まこま たつき）
小学5年生。真駒家の長男。学習帳に自作マンガ「フンバルガン」を制作し、父やクラスメートに披露している。画力やストーリーは自由で独創性があり、周囲を魅了している。父の教育方針でマンガの商業誌を買ってもらえないことに不満を抱いている。
真駒 園（まこま その）
樹貴の妹、小学2年生。本人に自覚はないがかなりの画才を持っている。架空世界の設定に強いこだわりを抱く。天真爛漫で、時々コスプレらしい格好をしている。
真駒 和樹（まこま かずき）
樹貴、園の父。職業アニメーション映画監督。
真駒 美幸（まこま みゆき）
樹貴、園の母。元看護師で、今もパートで勤めている。九州出身。

## 書籍情報
Kindle版は既刊11巻（2020年9月現在）。
『アニウッド大通り』星海社COMICS
1. 2014年09月10日 ISBN 978-4-06-369516-8
kindle版1巻、2巻を加筆訂正して再編成
2. 2014年11月10日 ISBN 978-4-06-369518-2
kindle版2巻、3巻、4巻を加筆訂正して再編成
3. 2015年03月11日 ISBN 978-4-06-369524-3
kindle版4巻、5巻、6巻を加筆訂正して再編成